# Англосфера
Англосфера (англ. Anglosphere) — неологізм, який описує групу англомовних народів із подібною культурною спадщиною, в основі якої лежить заселення колоній Британської Імперії переселенцями з англо-саксонскої Англії та кельтськими народами Британських островів з Уельсу, Шотландії та Ірландії, яке почалося з XVI століття. На сьогодні народи англосфери підтримують близькі політичні та військові стосунки.
У той час як список народів не збігається в різних джерелах, термін англосфера зазвичай не включає усі країни, де англійська мова є офіційною, хоча, переважно, включає народи, які належали до Британської імперії. У найвужчому значенні термін охоплює Велику Британію, Сполучені Штати, Канаду (за винятком провінції Квебек), Австралію та Нову Зеландію, які інтегрували різноманітні військові функції за програмами UKUSA Agreement (1946) та ABCA Armies (1947).

## Визначення

Дефініції англосфери різняться: країни, в яких англійська перша мова позначено синім, інші країни із значно поширеною англійською позначені блакитним

Слово англосфера ('The Anglosphere') вперше використано, але ясно не визначено письменником-фантастом Нілом Стівенсоном у книзі «Алмазне століття» (1995). Джон Ллойд запозичив термін у 2000 році та визначив його, включивши Сполучені Штати і Велику Британію, а також Канаду, Австралію, Нову Зеландію, Ірландію, Південну Африку та Британську Індію. Вебстерський словник визначає англосферу як «країни світу, в яких превалюють англійська мова і культурні цінності». Скорочений оксфордський словник англійської мови використовує дефініцію «група країн, де англійська є рідною мовою».